# کوستلنی لهوتا
کوستلنی لهوتا (به چکی: Kostelní Lhota) یک منطقهٔ مسکونی در جمهوری چک است که در ناحیه نیمبورک واقع شده‌است. کوستلنی لهوتا ۸٫۶۶ کیلومتر مربع مساحت و ۸۱۳ نفر جمعیت دارد و ۱۸۷ متر بالاتر از سطح دریا واقع شده‌است.